# Kurt Feldt
Kurt Feldt, né le 22 novembre 1887 à Schmentau, arrondissement de Marienwerder (de) en province de Prusse-Occidentale et mort le 11 mars 1970 à Berlin en Allemagne, est un General der Kavallerie allemand qui a servi au sein de la Heer dans la Wehrmacht pendant la Seconde Guerre mondiale.
Il a été récipiendaire de la croix de chevalier de la croix de fer. Cette décoration est attribuée pour récompenser un acte d'une extrême bravoure sur le champ de bataille ou un commandement militaire avec succès.

## Biographie

### 1914-1918: Première Guerre mondiale
- Début de son engagement militaire le 22 septembre 1908, puis aspirant dans la cavalerie en 1909.
- Promu lieutenant le 22 mars 1910 dans le 4e régiment d'uhlans
- Il finit la guerre de 14-18 avec le grade de Rittmeister (capitaine de cavalerie).
- Il poursuit sa carrière dans la cavalerie après l'armistice du 11 novembre 1918.

### 1939-1945: Seconde Guerre mondiale
Pendant les premières années de la Seconde Guerre mondiale, sa division 1. Kavallerie-Division a été impliquée dans de nombreuses campagnes et de batailles. L'action la plus notable a été l'occupation des provinces du nord des Pays-Bas en mai 1940, menant à la bataille de l'Afsluitdijk.
La 1. Kavalleriedivision se bat devant Chartres contre le 26e RTS du colonel Perretier, dont les officiers sont faits prisonniers dans l'église de Chateaudun et les soldats envoyés au Frontstalag de Voves. L'un des tirailleurs sénégalais est enfermé avec Jean Moulin dans un pavillon de l'hopital de Chatres. Le premier acte de résistance du préfet Moulin consistera à nier les exactions supposées des tirailleurs. Cet épisode est mis en scène dans une pièce de théâtre : "Le mémorial de Chartres" de Gérard Valin-Ruggiero del Ponte.

Le général Feldt commande les opérations de capture de Saumur, le siège de la cavalerie française, où se trouvait l'école du Cadre noir commandée par le colonel Charles Michon. Il fait rendre les honneurs militaires aux élèves aspirants français dits "Cadets de Saumur", dont les combattants rescapés sont faits prisonniers et internés dans l’enceinte de l'École de cavalerie de Saumur, puis rassemblés dans le parc du château de Chavigny à Lerné (Indre-et-Loire) le 21 juin 1940. Le général Feldt se montre compréhensif et considère que l’École de Cavalerie est un établissement de perfectionnement militaire et non une Unité combattante. Par mesure de clémence, et impressionné par leur défense héroïque et désespérée, le général Feldt décide de relâcher les cadets, et de leur accorder quarante-huit heures pour rejoindre la ligne de démarcation. Ce qu'ils font, au terme d'une marche de quatre-vingt quinze kilomètres, à Beaulieu-lès-Loches[réf. nécessaire]. Pour entrer en zone libre, au pas cadencé et chantant Quand Madelon..., les Cadets de Saumur et leurs officiers se voient rendre les honneurs par les soldats allemands gardant la ligne de démarcation.
Lorsque la 1. Kavalleriedivision est transformée en 24. Panzer-Division en 1942, Feldt devient Befehlshaber Sud-Ouest en avril et plus tard la même année commandant de la Wehrkreis VI (Westphalie). En février 1945, il est transféré au Danemark en tant que général dans l'état-major du commandant de la Wehrmacht, Generaloberst der Infanterie, Kommandeur Heeresgruppe Norwegen, Nikolaus Falkenhorst. En 1944, il combat en France et aux Pays-Bas contre les Alliés avant d'être capturé par les Britanniques le 2 mai 1945 et libéré en 1947. Vivant à Berlin, Stahnsdorf, il est décédé à l'âge de 83 ans le 11 mars 1970 et est enterré sur le Cimetière de Stahnsdorf aux abords de Berlin.

### Après 1945
- Prisonnier de guerre du 2 mai 1945 au 23 décembre 1947.
- Mis à la retraite le 23 décembre 1947.

## Vie privée
Kurt Feldt a eu 2 fils officiers, l'un mort durant la Campagne de Pologne (1939) et le second à Dunkerque en juin 1940.

## Carrière
- aspirant en 1909.
- lieutenant (Oberleutnant) le 22 mars 1910.
- Colonel (Oberst) le 1er avril 1936.
- Général de brigade (Generalmajor) le 1er février 1940.
- Général de division (Generalleutnant) le 1er février 1942.
- Général de corps d'armée (General der Kavallerie) le 1er février 1944.

## Commandements militaires
- commandant de la 1re brigade de cavalerie
- du 25 octobre 1939 au 28 novembre 1941 : commandant de la 1re division de cavalerie (1. Kavallerie Division).
- du 28 novembre 1941 au 14 avril 1942 : commandant de la 24e Panzerdivision.
- du 14 avril 1942 au 8 juillet 1942 : en réserve de l'OKH.
- du  8 juillet 1942 au 11 janvier 1943 : commandant du district militaire B de la France (Militärverwaltungs Bezirke B ou Oberfeldkommandantur).
- du 11 janvier 1943 au 10 août 1944 : commandant du district militaire du Sud-Ouest de la France (Militärverwaltungs Bezirke Südwestfrankreich ou Oberfeldkommandantur).
- du 10 août 1944 au 12 septembre 1944 : commandant Befehlshaber Abschnit III (Marne).
- du 12 septembre 1944 au 5 février 1945 : chef du corps d'armée Feldt (Korps Feldt).
- du 5 février 1945 au 8 mai 1945 : détaché auprès du commandant en chef au Danemark (General z.b.V. Wehrmachtbefehlshaber Dänemark) et commandant du corps d'armée Süd-Jutland (Korps Süd Jütland).

## Décorations
- Croix de fer (1914)
  - 2e classe
  - 1re classe
- Croix d'honneur
- Agrafe de la croix de fer (1939)
  - 2e classe
  - 1re classe
- Croix de chevalier de la croix de fer
  - Croix de chevalier le 23 août 1941 en tant que Generalmajor et commandant de la 1. Kavallerie-Division